# Actinodiscus dawydoffi
Actinodiscus dawydoffi är en korallart som först beskrevs av Oscar Henrik Carlgren 1943.  Actinodiscus dawydoffi ingår i släktet Actinodiscus och familjen Discosomatidae. Inga underarter finns listade i Catalogue of Life.